# Den mystiske Mr Quin
Den mystiske Mr Quin (originaltitel: The Mysterious Mr Quin) är en novellsamling av den brittiska författaren Agatha Christie, först publicerad i Storbritannien den 14 april 1930 och i USA senare samma år. Den svenska utgåvan kom först 1984.
Varje kapitel eller berättelse innehåller ett separat mysterium som löses genom interaktionen mellan karaktärerna Mr Satterthwaite, en societetslejon, och den namngivna Mr Quin som dyker upp nästan magiskt vid de mest lämpliga tillfällena och försvinner lika mystiskt. Satterthwaite är en liten, observant man som kan lösa varje mysterium genom de noggranna påstötningarna och träffande frågorna från Quin, som fungerar som en katalysator varje gång männen möts.

## Handlingar

### Mr Quin gör entré
Det är nyårsafton och en fest äger rum på Tom Eveshams och hans fru Lady Lauras lantställe Royston. Bland gästerna finns Mr Satterthwaite, Sir Richard Conway och Alex Portal och hans sedan två år australiensiska fru Eleanor. Satterthwaite tycker att hon är spännande på många punkter, särskilt varför en blondin skulle färga håret mörkt när det omvända är vanligare. Efter att klockan slagit midnatt nämner de äldre medlemmarna bland gästerna Derek Capel, den tidigare ägaren av Royston, som begick självmord tio år tidigare till synes utan anledning. Tom Evesham avbryter samtalet och några minuter senare går kvinnorna till sängs.
Lämnade åt sin whisky och elden återupptar männen samtalet om Capel. Det knackar plötsligt på dörren. Det är en främling; Ljusen genom glasmålningarna ovanför dörren kastade ett mångfärgat skimmer över hans färdkläder. Harley Quin ber om husrum medan hans chaufför reparerar hans trasiga bil. Han känner till den här delen av världen och kände Derek Capel, och han styr skickligt in samtalet på frågan om varför Capel plötsligt skulle ta sitt liv. Satterthwaite tror inte att det är någon tillfällighet att Quin dyker upp den här kvällen. Medan diskussionen fortsätter får Satterthwaite syn på Eleanor Portal som sitter hopkrupen i mörkret högst upp i trappan och lyssnar.
Capel berättade för gästerna samma kväll som han dog att han var på väg att förlova sig. De antog att det var med Marjorie Dilke. Hans hemlighetsfullhet om förlovningen får Conway att undra om förlovningen var med någon annan, till exempel en gift kvinna. Alla är överens om att Capels sätt den kvällen var som en man som hade vunnit ett stort spel och trotsade oddsen, men tio minuter senare sköt han sig själv. En sen postladdning med brev och tidningar anlände, den första på flera dagar i den snötäckta landsbygden, men Capel hade inte öppnat något av breven. En polis befann sig vid huset och lämnade tillbaka en av Capels hundar som hade förirrat sig. Han befann sig i köket när skottet avlossades. Quin ber dem att ange det exakta datumet, möjligen med hänvisning till någon händelse i nyheterna, och männen kommer ihåg att det var tiden för mordrättegången mot Appleton. Mr Appleton var en gammal man som misshandlade sin mycket yngre hustru, och Capel var en vän till dem. Appleton dog av strykninförgiftning, men giftet hittades först efter att kroppen hade grävts upp. Hans fru, som hade slagit sönder en karaff med portvin som hennes man hade druckit ur – kanske för att förstöra bevisen – hade ställts inför rätta och befunnits oskyldig, men hade sedan lämnat landet på grund av skandalen.
Quin tar männen genom händelseförloppet: Capel såg notisen i tidningen som rapporterade att ordern om uppgrävning hade getts; Då såg han en polis närma sig hans hus. Eftersom han inte visste att detta besök handlade om den försvunna hunden, antog han att han skulle arresteras, och sköt därför sig själv. Hans åhörare är förbluffade över anklagelsen att Capel var en mördare och invänder att han inte var i Appletons hem på dödsdagen; men Quin påpekar att stryknin inte är lösligt och skulle samlas i botten av karaffen om den placerades där en vecka innan. Varför slog fru Appleton sönder karaffen? På Quins uppmaning teoretiserar Satterthwaite att det var för att skydda Capel, inte för att dölja sina egna skuldspår. Mr Quin lämnar huset. Eleanor Portal följer efter honom för att säga tack, och sedan försonas hon och hennes man. Eleanor är före detta Mrs Appleton. Capels självmord gjorde att hon inte kunde rentvå sitt namn helt och hållet, förrän Quin dök upp.

### Skuggan på fönstret
Mr Satterthwaite är gäst under en veckas fest som hålls av makarna Unkerton i deras hem Greenway's House. Richard Scott, som är där med sin nya fru Moira, är bästa vän med en annan gäst major John Porter. Båda männen är storviltsjägare. Iris Staverton anländer. Ryktet säger att hon hade ett förhållande i Afrika med Richard Scott. Närvarande är också Lady Cynthia Drage, en skvallrig societetskvinna, och den populära unga kaptenen Jimmy Allenson, som Lady Cynthia träffade i Egypten året innan – där Scotts träffades och gifte sig.
Huset sägs vara hemsökt av spöket av en kavaljer som dödades av sin frus älskare. De två flydde från huset, men när de tittade bakåt såg de bilden av kavaljeren som tittade på dem från ett fönster på övervåningen. Glaset har bytts ut många gånger men bilden återkommer alltid på den nya rutan. Familjen Scott stannar i det här rummet med det olycksdrabbade fönstret övertäckt. Satterthwaite visar fönstret för major Porter från en gräsbevuxen kulle en bit från huset där bilden är tydlig. Major Porter anförtror Satterthwaite att fru Staverton inte borde ha kommit till festen.
De råkar höra fru Staverton säga till Richard Scott att han kommer att ångra sig och att svartsjuka kan driva en man till mord. Samma kväll berättar fru Unkerton för Satterthwaite att hon har skickat efter en glasmästare för att ersätta den hemsökta glasrutan. Satterthwaite inser att hon känner av spänningen i huset. Nästa kväll går Satterthwaite och Porter tillbaka i skymningen till den gräsbevuxna kullen och drar slutsatsen att glaset ännu inte är utbytt eftersom kavaljerens bild fortfarande finns kvar.
När de återvänder hör de två skott och finner fru Staverton i trädgården med en pistol i handen och två döda människor på marken – kapten Allenson, skjuten i bröstet, och fru Scott, skjuten i ryggen. Fru Staverton säger att hon kom ut i trädgården och plockade upp den kastade pistolen. Medan polisen är på väg upptäcker Satterthwaite en blodfläck på mrs Scotts örsnibb och ser att ett av hennes örhängen har slitits bort.
Situationen ser illa ut för Gabriele Staverton. Mitt i utredningen dyker Quin upp. Satterthwaite beskriver hans förmåga att hjälpa människor att se problem från nya vinklar. På uppmaning av Quin pekar Satterthwaite ut den avslitna örsnibben, vilket leder till en ny analys av skotten. Den första kulan gick genom Moira in i Allenson. Den andra kulan träffade hennes öra. Paret Scott träffades i Kairo vintern innan när Allenson var där – var Mrs Scott och Allenson älskare?
Unkerton avslöjar att glasmästaren kom på besök den morgonen. Bredvid fönstret hittar de en liten fjäder som matchar en av Mrs Scotts hattar. Quin beskriver brottet – Richard Scott drog tillbaka den flyttbara panelen, eftersom han kände till huset väl, och såg sedan sin fru och hennes älskare i trädgården. Han poserade som den legendariske kavaljeren och tog på sig sin frus hatt för att fullborda profilen. Han sköt de två från fönstret och kastade sedan pistolen på gräset nedanför. Han lät gärna fru Staverton ta på sig skulden. Tvärtemot ryktet föll hon för Porter i Afrika, inte Scott. Porter insåg inte detta, och Quin föreslår att han ska trösta den felaktigt anklagade damen.

### På Bjällran och Narrkåpan
Satterthwaite tvingas göra stopp en natt i byn Kirklington Mallet när hans bil behöver repareras. På den lokala puben "Bjällran och Narrkåpan" blir han förtjust när han hittar Mr Quin i kafferummet. Det stormiga vädret påminner hyresvärden om en lokal historia, eftersom det stormade natten då kapten Harwell kom tillbaka med sin brud. Satterthwaite känner till den här nyheten och ser att den har fört honom hit för att träffa Quin. De kommer att prata om mysteriet och lösa det.
Drygt ett år tidigare hade det stora godshuset Ashley Grange köpts av fröken Eleanor Le Couteau, en rik ung fransk-kanadensare med smak för samlingar och jakt. Kapten Richard Harwell stannade på värdshuset för att delta i en rävjakt. Fröken Le Couteau föll för honom; Två månader senare förlovade de sig och efter tre månader gifte de sig. Efter två veckors smekmånad återvände de till Ashley Grange den stormiga natten. Tidigt nästa morgon försvann kaptenen, endast sedd av deras trädgårdsmästare John Mathias. Misstankarna föll på Stephen Grant, en ung pojke i Harwells tjänst, som nyligen avskedats. Ingenting kunde bevisas mot honom. Kapten Harwell har ingen familj, inget tidigare liv som polisen kunde hitta. Hans förtvivlade hustru sålde Grange och allt dess fina innehåll, inklusive smycken, till en amerikansk miljonär för att bosätta sig på kontinenten. Även den reumatiska trädgårdsmästaren John Mathias misstänktes. Hans fru var kokerska hos paret. Han återvände till deras stuga tjugofem minuter efter att kaptenen lämnat huset, vilket var tillräckligt med tid för att göra sig av med kroppen, men ingen kropp har hittats. Paret lämnade området.
Quin uppmanar Satterthwaite att bedöma tidens nyhetshändelser ur ett långt perspektiv. Satterthwaite säger korsord och brottstjuvar. I Frankrike förekom många ouppklarade stölder, bland annat en av en samling juveler från ett franskt slott. De huvudmisstänkta är familjen Clondinis, en familj med tre akrobater. De talar om Harwells försvinnande som ett trolleritrick för att avleda allmänhetens uppmärksamhet från vad som verkligen händer. I Harwells fall, kan försäljningen av Grange och allt dess innehåll ha varit det verkliga tricket och Harwells försvinnande en avledningsmanöver?
Quin påpekar att fröken Le Couteaus förflutna är lika lite känt som Harwells, och att hon, hennes man och fru Mathias lätt skulle kunna vara de förklädda Clondinis som iscensätter detta utstuderade brott. Mathias och Harwell sågs aldrig tillsammans. En undersökning av de fina föremålen i huset skulle kunna ge bevis, om de stämde överens med de som stulits i Frankrike. Satterthwaite går med på att sätta hjulen i rullning. Mary Jones, som tjänstgör på "Bjällran och Narrkåpan" är förälskad i Stephen Grant och får en bra överraskning.

### Tecknet i skyn
Satterthwaite deltar i en rättegång i Old Bailey. På den sista dagen åhör han dödsdomen mot en herre. Han äter på den dyra restaurangen Arlecchino i Soho där han hittar Mr Quin sittande vid ett bord och berättar för honom om domen. Eftersom Quin inte har följt rättegången återger Satterthwaite bevisen. Lady Vivien Barnaby kände sig fångad i sitt äktenskap med sin äldre make Sir George Barnaby, en man som var bekant med Satterthwaite. Satterthwaite beskriver Sir George som en kinkig man med fasta vanor som själv vrider tillbaka klockorna i huset varje fredag. Hon började intressera sig för bonden Martin Wylde. Wylde inledde en affär med Lady Barnaby, men var samtidigt involverad i ett förhållande med Sylvia Dale, dottern till den lokala läkaren.
På morgonen fredagen den 13:e skickade lady Barnaby ett brev till honom och bad honom komma till hennes hus vid Deering Hill klockan sex på kvällen, då hennes man skulle vara ute för ett parti bridgespel. Wylde kom till huset och lämnade fingeravtryck i rummet där Lady Barnaby dödades med ett skott från ett hagelgevär klockan 18.20. Tjänarna hörde skottet och rusade in i rummet och fann sin döda matmor. De försökte kontakta polisen, men upptäckte att telefonen var ur funktion. En av dem gick till fots och mötte Sir George på väg tillbaka från sitt spel. Alla inblandade parter hade alibi – Sir George lämnade sitt spel klockan 18.30, Sylvia Dale var på stationen för att träffa en vän på tåget klockan 18.28 och Sir Georges sekreterare Henry Thompson var i London i affärer. Wylde erkände att han tog med sig sin pistol till Deering Hill, men uppgav att han lämnade den utanför dörren och glömde den när han lämnade huset efter en scen med Lady Barnaby. Han lämnade huset klockan 18.15. Det tog längre tid än vanligt för honom att komma hem, men man trodde inte på hans anledning.
Quin frågar om hembiträdet som vittnade vid förhöret men inte vid rättegången, och Satterthwaite berättar för honom att hon har rest till Kanada. Satterthwaite undrar om han ska intervjua henne. Satterthwaite spårar hembiträdet Louise Bullard till Banff och tar sjöresan till Kanada och tåget till Banff, där han hittar henne arbetande på ett hotell. Hon berättar att hon såg formen av en jättelik hand på himlen orsakad av röken från ett förbipasserande tåg i samma ögonblick som hon hörde skottet. Hon berättar för Satterthwaite att Henry Thompson föreslog tjänsten i Kanada för henne med dess höga lön och att hon var tvungen att ge sig av snabbt för att ta den, samt avstå från brev till sina vänner på Deering Hill.
Satterthwaite återvänder till England och träffar Quin på restaurangen Arlecchino. Satterthwaite känner att han inte har några användbara bevis, men Quin pekar ut tågröken som hon såg. Tågen kör på banan endast tio minuter före varje heltimme och tjugoåtta minuter över. Skottet kan därför inte ha avlossats klockan 18.20. Satterthwaite inser att Sir George vridit tillbaka klockorna tio minuter för att ge sig själv ett alibi. Han hade snappat upp sin frus brev på morgonen. Han satte telefonen ur funktion för att hindra polisen från att ringa ett nödsamtal vid en viss tidpunkt. Efter att ha hört hembiträdets berättelse om tecknet i skyn insåg han att hon var den enda som hade bevis som kunde krossa hans alibi och fick därför sin sekreterare att få ut henne ur landet.
Quin föreslår att Satterthwaite tar med sig bevisen till Sylvia Dale som har förblivit lojal mot Wylde. Satterthwaite och hon tar en taxi till Sir George, där hon pressar fram en undertecknad bekännelse från honom för att ta med till polisen. Hon sa att polisen redan kände till Louise Bullards historia, vilket skakade honom tillräckligt för att erkänna innan domen mot Wylde verkställdes.

### En croupiers själ
Satterthwaite tillbringar årets första månader i Monte Carlo. Han blir glad när han ser grevinnan Czarnova. Hon har kommit dit i åratal, ibland i sällskap med kungligheter och titulerade personer. Hon ryktas vara älskarinna till kungen av Bosnien. Hennes följeslagare är en ung amerikansk man från mellanvästern vid namn Franklin Rudge, som är hänförd av henne.
Satterthwaite träffar en annan i Rudges sällskap, Elizabeth Martin, som inte har något av den andra kvinnans sofistikering men som inte är oskyldig eller naiv. Hon anförtror Satterthwaite sina farhågor om grevinnan och Rudge. Hon ger sig av varpå Rudge ansluter sig till Satterthwaite. Han njuter av sin turné i Europa. Han talar om grevinnan: han prisar kvinnan själv och det exotiska liv hon har levt. Satterthwaite är mer tveksam till de historier hon berättar om sina äventyr i diplomatiska intriger. Strax därefter ansluter sig grevinnan till dem. Efter att Rudge har gått får Satterthwaite intrycket att han blir varnad av grevinnan. Hon har för avsikt att ha Rudge och hon uppfattar Satterthwaite som ett hinder för sina planer. Han är förbryllad över varför hon förföljer den unga amerikanskan när hon verkar ha allt hon önskar, med sina fina kläder och utsökta juveler.
Satterthwaite är glad över att få ta emot sin gamle vän Harley Quin. Satterthwaite berättar för Quin om de relationer han observerar; Grevinnan försöket av skäl som hon bäst känner till komma mellan Franklin Rudge och Elizabeth Martin. Följande natt på kasinot bär grevinnan en enkel vit klänning och inga smycken, och en yngre kvinna ryktas vara älskarinna till kungen av Bosnien. Grevinnan satsar allt hon har vid roulettebordet.
När Satterthwaite satsar på 5, satsar hon på 6. Kulan landar på 5 men croupiern skickar vinsten till grevinnan. Satterthwaite accepterar croupierns beslut. Quin känner medlidande med honom och bjuder in honom till en middagsbjudning på ett bohemiskt kafé som heter La Caveau. Varje gäst ska ta med sig den första personen han ser till middagsbjudningen.
Satterthwaite anländer med Elisabet. Rudge anländer med grevinnan medan Quin tar med sig kasinots croupier Pierre Vaucher. Vaucher berättar historien om en juvelerare som arbetade i Paris för många år sedan som, trots att han var förlovad, föll för en halvt utsvulten flicka och gifte sig med henne. Hans familj försköt honom och under de följande två åren insåg han vilket misstag han hade begått eftersom kvinnan gjorde hans liv till ett elände och lämnade honom. Hon dök upp igen två år senare, klädd i rika kläder och fantastiska juveler och han frågade om hon skulle komma tillbaka till honom. Hon gav sig av igen och mannen sjönk allt djupare ner i fyllan, så småningom räddad av arméns disciplin under första världskriget. Mannen blev så småningom croupier på ett kasino och såg henne senare i ett nerdekat tillstånd – eftersom hennes juveler var dåliga kopior för hans tränade öga, och hon var återigen på gränsen till armod. Han gav en annan mans vinster till henne.
Vid denna punkt i berättelsen hoppar grevinnan upp och ropar: "Varför?" Vaucher ler och svarar att det var medlidande som fick honom att göra det. Hon erbjuder sig att tända hans cigarett och använder en papperslapp för att göra det. Hon går därifrån och Vaucher inser att det är en femtiotusen franc-sedel, hennes vinster och allt hon har i världen. Hon var för stolt för att ta emot välgörenhet och brände den framför hans ögon. Vaucher följer efter henne. Rudge inser att han inte förstår grevinnan och vänder åter sin uppmärksamhet mot Elisabet. Quin och Satterthwaite är nöjda.

### Världens ände
Satterthwaite är på semester på en spansk ö. Han går ofta till trädgården till en villa som heter La Paz, som ligger på en hög klippa med utsikt över havet. Han älskar trädgården men villan, som är igenbommad och verkar tom, fascinerar honom.
Efter att ha utbytt artighetsfraser med trädgårdsmästaren tar sig Satterthwaite fram till klippkanten och hör snart fotsteg som närmar sig. Det är en ung man i hans ögon, en man på fyrtio år. Mannen säger att han förväntade sig att vara ensam. Han berättar för Satterthwaite att han kom hit kvällen innan och fann någon där till synes utklädd, i "en slags Harlequin-kostym". Satterthwaite blir förvånad över att hans gamle vän nämns och berättar för sin nya bekantskap att Mr Quins framträdanden vanligtvis förebådar avslöjanden och upptäckter. Den yngre mannen kommenterar att hans uppdykande verkade mycket plötsligt, som om han kom från havet.
Anthony Cosden presenterar sig och berättar för Satterthwaite om sitt liv; Han har fått veta att han har sex månader kvar att leva. Han besökte ön ungefär tjugo år tidigare och gör klart att han vill dö här genom att hoppa från klippan. Satterthwaite frågar: "Vill du inte göra det ikväll för att bespara mig misstanken om att knuffa dig?" Cosden håller med. Satterthwaite argumenterar för att leva men Cosden är bestämd.
Cosden ger sig av och Satterthwaite närmar sig villan. När han drar upp en av de stängda fönsterluckorna ser han en bekymrad kvinna i traditionell spansk klädsel som tittar på honom. Han stammar fram en ursäkt som får kvinnan att inse att han är engelsman och hon hälsar tillbaka. Hon är också engelska och hon bjuder in honom i huset på te eftersom hon vill prata med någon. Hon avlastar sig för Satterthwaite och berättar för honom att hon har bott här de senaste tjugotre åren under alla utom det första året som änka. Hon gifte sig med en engelsman när hon var arton år och de flyttade in i villan. Äktenskapet visade sig vara ett fruktansvärt misstag eftersom hennes man gladde sig åt att göra henne olycklig, och deras barn var dödfött. Några flickor som bodde på det lokala hotellet utmanade honom att simma i det farliga havet vid foten av klippan. Han drunknade och hans kropp slogs mot klipporna medan hans fru såg på.
Strax därefter hade hon en kort affär med en ung engelsman som var på besök på ön, vilket resulterade i en son. Han är nu vuxen och lycklig. Han menar allvar med en flicka vars föräldrar vill veta hans förflutna, och hon har aldrig berättat för honom att han är utomäktenskaplig. För att bespara honom smärta och skandal planerar hon att begå självmord för att dölja sanningen för honom för alltid. Återigen försöker Satterthwaite övertala någon att leva. Han ber henne att inte göra något på tjugofyra timmar, utan att lämna fönsterluckan han öppnade olåst och vänta där i natt. Han återvänder till hotellet, hittar Cosden och berättar om fönsterluckan på villan som han öppnade. Cosden förstår vad han menar och går därifrån.
Nästa dag återvänder Satterthwaite till La Paz och finner engelsmannen där, vars utseende förvandlats av lycka. Hon och Cosden, som återförenats efter tjugo år, ska gifta sig samma dag av konsuln, och hon ska presentera sin son för hans far. Hon vägrar tro att Cosden kommer att dö. Hon kommer att se till att han lever.
Satterthwaite går till toppen av klippan och blir inte förvånad över att hitta Quin där. Quin berättar för honom att mannen som drunknade i havet för tjugo år sedan verkligen älskade sin hustru – nästan på gränsen till vansinne – och önskan att gottgöra tidigare överträdelser kan ibland vara så stark att en budbärare kan hittas. När Satterthwaite ger sig av går Quin tillbaka mot klippkanten och försvinner ur sikte.

### Rösten i mörkret
Satterthwaite befinner sig på Franska Rivieran i Cannes tillsammans med Lady Stranleigh, en person som han har känt sedan ungdomen. Hon är "vacker, skrupelfri, fullständigt känslokall, enbart intresserad av sig själv". Hon fick sin familjetitel baronessa efter att den siste lord Stranleighs två bröder och hans enda brorson dött, hennes äldre syster Beatrices tragiska död i skeppsbrottet Uralia utanför Nya Zeelands kust och Lord Stranleighs död. Lady Stranleigh ber Satterthwaite att titta till hennes dotter Margery när han återvänder till England. På senare tid har hon berättat att hon hört röster på natten vid Abbot's Mede i Wiltshire. Margery besöker medium och Satterthwaite vet hur han ska hantera dem. På tåget hem träffar Satterthwaite Mr Quin. Quin berättar för honom att han kommer att vara på värdshuset "Bjällran och Narrkåpan" där Satterthwaite kan besöka honom.
Vid Abbot's Mede berättar Margery för Satterthwaite att hon får höra: "Ge tillbaka det som inte är ditt. Ge tillbaka det du har stulit." Hon tänder ljuset men hon är ensam. Den gamla tjänaren Clayton sover i rummet bredvid nu, men hon har inte hört rösterna när Margery gör det. Natten innan hon anlände drömde Margery att en spik trängde in i hennes hals och rösten mumlade: "Du har stulit det som är mitt. Det här är döden!" Margery skrek till och hittade ett märke på halsen – ingen dröm. Satterthwaite pratar med Clayton, en blåögd, gråhårig kvinna som också överlevde Uralia, som är förskräckt över gårdagskvällens händelser. Margerys vän Marcia Keane och familjens kusin Roley Vavasour har bott i huset sedan rösterna startade.
Lady Stranleigh skriver för att tacka Margery för chokladen hon skickade och berättar att hon har blivit nedstämd av matförgiftning. Margery berättar för Satterthwaite att hon inte skickade choklad till sin mamma, men varken hon eller hennes mamma gör kopplingen som Satterthwaite gör, att de mystiska chokladbitarna är källan till matförgiftningen. Roley organiserar en seans med spiritisten Mrs Casson och mediet Mrs Lloyd. Efter att ha pratat med mediets andliga guide hörs Lady Stranleighs syster Beatrices röst. Satterthwaite prövar henne med en fråga från länge sedan som bara hon kommer att veta, och hon svarar rätt. Beatrices ande säger: "Ge tillbaka det som inte är ditt."
Roley är nästa arvtagare till titeln och egendomarna om Lady Stranleigh skulle dö. Han har bett Margery att gifta sig med honom, men hon har vägrat, eftersom hon är förlovad med den lokala kyrkoherden. Lady Stranleigh meddelar att hon kommer hem tidigt, så Satterthwaite återvänder till London. Väl där får han veta att Lady Stranleigh hittats död i sitt badkar i Abbot's Mede. Han återvänder till Wiltshire men stannar till vid "Bjällran och Narrkåpan" där han hittar Mr Quin. Hans vän lyssnar på hela berättelsen men säger till Satterthwaite att han har löst dessa frågor själv förut när han är i full besittning av fakta och han kan göra det nu. I Abbot's Mede håller den sorgsna Margery på att upprätta ett nytt testamente och ber honom att vara det andra vittnet, Clayton är det första. Alice Clayton, hennes fullständiga namn, påminner Satterthwaite om att hon är samma hembiträde som han många år tidigare hade kysst i en hotellkorridor. Han minns att Alice hade bruna ögon. Han berättar för Margery att kvinnan han känner som Clayton, med blå ögon, är hennes moster Beatrice. Hon har ett ärr där hon blev slagen i huvudet under förlisningen av Uralia och han föreställer sig att detta slag förstörde hennes minne vid den tiden. Hennes giriga syster tog tillfället i akt att säga att hennes äldre syster drunknade så att hon skulle kunna ärva familjens pengar. Det är först nu som Beatrices minne återvänder, då hon förföljer sin systerdotter och sedan dödar sin yngre syster. De två går till Claytons rum men hittar kvinnan död av hjärtsvikt. Som Satterthwaite säger: "Kanske är det bäst så."

### Ett ansikte som Sköna Helena
Mr Satterthwaite befinner sig på Royal Opera House i Covent Garden. Eftersom han inte bryr sig om Cavalleria Rusticana kommer han medvetet sent för att bara se Pagliacci. Han anländer strax före paus då han stöter ihop med Mr Quin. Han bjuder in Quin att titta på den andra operan med honom i sin privata loge, varifrån de får syn på en vacker flicka på parkett innan ljuset släcks. I nästa paus får de syn på flickan som sitter tillsammans med en ung man med allvarlig blick, och ser att de får sällskap av en annan ung man vars ankomst verkar ha skapat en viss spänning i gruppen.
I slutet av kvällen tar sig Satterthwaite på egen hand till platsen där hans bil med chaufför står parkerad när han återigen ser de tre personerna från operahuset. Nästan omedelbart utbryter ett slagsmål mellan de två unga männen och Satterthwaite räddar flickan. I sitt hem berättar hon för honom att hon heter Gillian West, den intensive mannen är Philip Eastney och den andra är Charlie Burns; och hon hoppas att Eastney inte har skadat Burns. Satterthwaite lovar att ta reda på det och dämpa hennes rädsla.
Nästa söndag är Satterthwaite i Botaniska trädgården i Kew Gardens när hans väg återigen korsas av Gillian West och Charlie Burn, och han upptäcker att de två just har förlovat sig. Gillian är nervös för vilken effekt nyheten kommer att ha på Philip Eastney och Charlie anförtror att män i det förflutna har tappat huvudet över hans fästmö och gjort dumma saker som ett resultat. Nästa torsdag åker Satterthwaite tillbaka till Chelsea på Gillians inbjudan och dricker te med henne. Till sin lättnad har Eastney tagit emot nyheten med god vilja och gett henne två bröllopspresenter. Den ena är en ny radio och den andra är en ovanlig glasskulptur som kröns av en bubbelliknande skimrande boll. Eastney har också kommit med ett märkligt önskemål – att Gillian ska stanna hemma i natt och lyssna på musiksändningen på radion.
Satterthwaite känner sig illa till mods när han lämnar Gillian, eftersom han känner att Quins framträdande på Covent Garden måste betyda att det är ovanliga affärer på gång, men han kan inte sätta ord på exakt vad som kommer att hända. Han vill diskutera sina rädslor med Quin och går till restaurangen Arlecchino där han träffat honom en gång tidigare (i Tecknet i skyn). Quin är inte där, men Eastney är det, och de två männen pratar – den yngre mannen underhåller Satterthwaite med berättelser om hur han arbetade med att testa och tillverka giftgas under kriget.
När Satterthwaite lämnar restaurangen är han fortfarande orolig. Han köper en tidning för kvällens radioprogram och inser att Gillian West är i stor fara. Han rusar till hennes lägenhet och släpar ut henne innan tenorens röst når sin höjdpunkt under ett framförande av "The Shepherd's Song". En herrelös katt går in genom dörren till lägenheten och hittas död – dödad av gaserna som frigjordes från glaskulan när den splittrades till följd av tenorsången.
Satterthwaite träffar Eastney som vankar av och an på Chelsea Embankment och berättar för honom att han och Gillian tagit bort en död katt från lägenheten, dvs att Eastneys plan misslyckats. De två männen skiljs åt, och några minuter senare frågar en polis Satterthwaite om han också hörde något som verkade vara ljudet av ett stort plask. Polismannen säger att han tror att det är en annan person som begår självmord.

### Den döde harlekinen
Mr Satterthwaite deltar i en utställning på ett konstgalleri av den unga konstnären Frank Bristow. Där ser han en målning som heter "Den döde harlekinen" som föreställer en död gestalt på ett golv och samma figur som tittar in genom ett öppet fönster på sitt eget lik. Mannen som porträtteras är Harley Quin och rummet som visas är Terrace Room på Charnley, ett hus som ägs av Lord Charnley och som Satterthwaite har besökt. Han köper tavlan och träffar konstnären, som han bjuder på middag i sitt hus samma kväll. Konstnären ansluter sig till Satterthwaite och överste Monkton som var i Charnley natten fjorton år tidigare när den tidigare Lord Charnley begick självmord.
Huset har en spöklik historia med spöket av Karl I som går huvudlös på terrassen och en gråtande dam med en silvertacka som visar sig när det sker en tragedi i familjen. Det sista dödsfallet inträffade på en maskeradbal för att fira Lord Charnleys och hans nya bruds återkomst från smekmånaden. Överste Monkton var en av flera personer som stod högst upp i en trappa och såg lord Charnley passera nedanför. En kvinna ropade på honom, men han gick vidare som i ett töcken. Han gick genom terrassrummet och in i eksalongen. Legender knutna till eksalongen inkluderar en där Karl I gömmer sig i en prästgömma; dueller äger rum med kulhålen kvar i väggen; och en konstig fläck på golvet som återkommer även när träet byts ut. Människorna i trappan hörde hur dörren låstes bakom honom och sedan ett skott. De kunde inte komma in i eksalongen, så de bröt upp dörren och fann kroppen med märkligt lite blod som kom från den. Lord Charnleys änka Alix var gravid och när deras son föddes ärvde han automatiskt titeln, så inga andra vann på denna död.
Satterthwaite får en oväntad gäst – Aspasia Glen, den hyllade artisten. Hon vill köpa "Den döde harlekinen". Satterthwaite blir glad när Alix Charnley ringer honom halvvägs in i deras samtal, och vill också köpa bilden. Satterthwaite ber Alix Charnley att komma till huset omedelbart. Han presenterar Miss Glen för sina andra gäster och blir inte förvånad när han ser att Mr Quin har anlänt. När Alix ansluter sig till dem känner hon igen Miss Glen. De återupplever den fruktansvärda natten och nu, efter fjorton år, avslöjar Alix att orsaken till självmordet var ett brev som Lord Charnley fick från en gäst som berättade att hon var gravid med honom – bara en månad efter hans giftermål med Alix. Monkton tror att det förklarar allt, men Satterthwaite vill veta varför Bristows bild föreställer den döda figuren i terrassrummet och inte i eksalongen. Detta självmord kan vara ett mord. Han tror att döden inträffade där och att kroppen lades i eksalongen efteråt.
Satterthwaite påpekar att figuren som ses i maskeraddräkt kan ha varit vem som helst. Den enda person som kallade honom "Lord Charnley" var den kvinna som påstods vara gravid med honom, Monica Ford, i förbund med Hugo Charnley, i hopp om att bli Lord själv. Ett skott som avlossas i det låsta rummet skulle bara vara ännu ett kulhål i väggen som de som skapats av tidigare dueller, och det finns en prästgömma för att dölja den person som just setts komma in i rummet. Eventuella blodfläckar på golvet i terrassrummet skulle ha täckts av en röd Bokhara-matta som placerades där endast den kvällen, och kroppen flyttades sedan in i eksalongen. Fläckarna kunde ha städats upp av en dam med en kanna och ett handfat och om någon såg henne skulle hon ha tagits för spöket.
Satterthwaite anklagar och Alix känner igen Miss Glen som Monica Ford som ropade Lord Charnleys namn den kvällen. Den anklagade kvinnan rusar ut ur Satterthwaites hus efter att ha erkänt att hon älskade Hugo och hjälpte honom med mordet, men han övergav henne strax därefter och är död nu. Alix är lättad och vaknar till liv igen. Brevet till hennes man var falskt. Hon kan berätta för sin son att hans pappa inte har någon fläck på sitt rykte. När konstnären gör sig redo att gå har Mr Quin redan smitit iväg. Frank Bristow får förfölja den charmige Alix.

### Fågel med bruten vinge
Mr Satterthwaite längtar efter att återvända till sitt bekväma hem i London, när de andra gästerna förklarar resultatet av sin borddans som QUIN följd av LAIDELL. Han ändrar åsikt och ringer värdinnan Madge Keeley för att återuppta sin inbjudan till Laidell, en annan fest i landet. När han anländer till Laidell får han veta att Madge snart ska tillkännage sin förlovning. Hon pekar tyst ut Roger Graham för honom vid middagen. David Keeley, en briljant matematiker men socialt tystlåten man som kärleksfullt kallas den osynlige mannen, är Madges far. Bland gästerna finns Rogers mamma Mrs Graham, Doris Coles och Mabelle och Gerard Annesley. Mabelle kallar Satterthwaite för "Fågeln med den brutna vingen". Han märker att Roger verkar distraherad och får senare höra från Mabelle att hon tidigare på dagen sett en figur i skogen som bara kan ha varit Mr Quin. Han tar detta som en signal för att prata med henne och får reda på att hon är lycklig. Gerard hämtar henne för att spela för gruppen på sin ukulele. Sällskapet bryter upp för natten och beger sig till sina respektive rum.
På morgonen vaknar hushållet till nyheten att Mabelle är död, hittad av ett hembiträde hängande på baksidan av sin sovrumsdörr. Polisen anländer. Kommissarie Winkfield, en gammal bekant till Satterthwaite, leder utredningen. Kvällen innan hade Madge uppmanat Mabelle att hämta sin ukulele från salongen, och det var det sista någon såg henne. Gerard Annesley somnade i sitt angränsande rum innan han hörde sin fru komma tillbaka, utan att höra några ljud på natten.
Satterthwaite insisterar på att hon inte tog livet av sig utan blev mördad. Inspektören förhör honom ensam, bekräftar hans misstankar och ber om hans hjälp. Repet som de hittade runt hennes hals var mycket tjockare än märkena efter det rep som dödade henne. Satterthwaite tänker efter noga och minns att han såg rök komma under mrs Grahams dörr. Han undersöker orsaken. Han hittar några ofullständigt brända brev i spisen; det finns tillräckligt med fragment för att visa att de är från Mabelle till Roger om en affär mellan dem. Han konfronterar Mrs Graham, som erkänner att hon brände dem för att förhindra problem för sin förlovade son. Roger säger att han inte dödade Mabelle, och erkänner att han hade blivit förhäxad av henne, men att han inte hade berättat för henne att det var slut igår kväll.
Satterthwaite hittar Mabelles ukulele och spelar på den. Den är ostämd. Doris stämmer den, men bryter strängen och märker att det är en A-sträng, en storlek för stor. Satterthwaite inser plötsligt att mordet begicks med originalsträngen och konfronterar den tystlåtne David Keeley i biblioteket. Han var den siste personen på nedervåningen och släckte ljuset när Mabelle återvände för att hämta sitt instrument. Han dödade henne snabbt och återvände senare på natten för att flytta kroppen till hennes eget rum. Varför gjorde han det? Keeley skrattar vansinnigt åt att ingen lägger märke till honom och erkänner brottet när Winkfield kommer in i rummet.
Satterthwaite möter Quin på tåget hem. Han erkänner sorgset att han misslyckades med att förhindra Mabelles död. Quin svarar att han räddade de två unga männen från att bli felaktigt anklagade för brottet, och frågar om det inte finns större ondska än döden. Satterthwaite sluter ögonen och tänker på Mabelle, och när han öppnar ögonen har Mr Quin redan gått; men det finns en fågel huggen ur en blå sten där Quin hade suttit, ett förtrollande konstverk.

### Mannen från havet
Mr Satterthwaite är på Korsika med hertiginnan av Leith, en stark och generös kvinna som kan vara snål med de små utgifterna. Vid deras första måltid får hertiginnan syn på Naomi Carlton Smith, en ung konstnär som är kusin till henne. Hon umgicks med en ung författare som året innan anklagades för att ha stulit smycken och fängslades. Mr Satterthwaite tycker om hennes konst och köper en teckning av henne. De tre ordnar en picknick nästa dag med en fjärde person, Mr Tomlinson, som har en bil. På utsatt tid kör de upp i bergen och stannar så småningom där vägen slutar vid en isolerad kustby vid namn Coti-Chiavari, som Naomi Smith kallar "världens ände". Där blir Satterthwaite förtjust över att se Mr Quin sitta på ett stenblock och titta ut över havet. Han har en känsla av att Quin har dykt upp "i sista stund". Gruppen har tagit med sig en picknick, men när det börjar snöa hittar de ett grovt stenskydd där de hittar tre andra besökare från England: Vyse, teaterproducenten, Rosina Nunn, den berömda skådespelerskan och hennes man, Mr Judd. De njuter också av en picknick och de två sällskapen slår sig ner för att äta.
Under samtalet som följer erkänner fröken Nunn att hon ständigt har för vana att vara tankspridd och att hon förlorade sin opal till en tjuv. Tjuven var Alec Gerard, en ung dramatiker, som tog den ifrån henne när hon visade den för honom på teatern. Även om juvelen inte hittades på honom, kunde han inte på ett tillfredsställande sätt redogöra för en stor summa pengar som dök upp på hans bankkonto nästa dag. Mr Quin kommer till skyddet för att hålla fröken Smith sällskap. Han kommer inte att låta henne vandra iväg ensam. Fröken Nunn har anledning att tömma sin väska; Från den kommer en trälåda som Tomlinson känner igen som en indisk låda. Tomlinson inser att ingen vet vad ett sådant föremål egentligen är, och visar gruppen hur lådan innehåller ett hemligt fack och hur man både gömmer och återtar ett litet föremål. De blir alla förskräckta när den saknade opalen faller ur lådan. Fröken Nunn förstår genast att hon måste gottgöra den oförrätt som begåtts mot Gerard. När hennes älskare har fått upprättelse är Naomi Smith lättad och hotar inte längre att ta livet av sig. Satterthwaite och Quin tar återigen farväl av varandra vid klippkanten.

### Harlekins väg
Mr Satterthwaite har tackat ja till en inbjudan att bo på ett paret Denhams lantställe. De är inte en del av hans vanliga vänkrets, men de har en dragningskraft. John Denham är fyrtio år och räddade sin fru Anna från den ryska revolutionen. Paret är ute när han kommer, så herr Satterthwaite fördriver tiden med att ta en promenad i trädgården. Han fortsätter till en gränd som kallas "Harlekins väg" som gränsar till området. Han blir inte förvånad över att träffa Quin, som han upptäcker också bor hos familjen Denham. De går längs vägen, som lokalt kallas "Kärlesstigen", till dess slut, ett före detta stenbrott som nu är en soptipp. När de återvänder till huset möter de en ung flicka i gränden. Hon heter Molly Stanwell och bor i området. Hon är en del av den lokala underhållningen, en maskerad som ska hållas den kvällen. En del av maskeraden är ett iscensättande av Commedia dell'arte där två professionella dansare kommer ner från London för att spela rollerna Harlekin och Columbina.
Vid middagen kommer samtalet in på sovjetstaten och bolsjevikernas tragiska förlust av ballerinan Charsanova i början av revolutionen. Efter middagen ringer Anna för att höra om dansarna har anlänt än, bara för att få veta att de har skadats i en bilolycka. Prins Sergius Oranoff körde bilen och anländer senare. Anna känner Oranoff och verkar ganska lycklig i hans närvaro. Satterthwaite gillar honom för hans kunskap om konsten. På kvällen ser Satterthwaite ett kärlekspar i "Kärleksstigen", Molly med John Denham. Anna ser dem också och stannar hos Satterthwaite för att få stöd.
Anna dansar rollen som Columbina medan Quin dansar Harlekin. Föreställningen är en succé. Satterthwaite känner igen på dansen att Anna är den vilsna Kharsanova. I mörkret i trädgården berättar hon för Satterthwaite att hon slutade dansa för att John ville ha en fru och hon älskade John. Hon säger att hon nu kommer att förändras till att vara tillsammans med någon som älskat henne i så många år. Anna säger till Satterthwaite efter dansen: "Jag vet, min vän, jag vet. Men det finns ingen tredje väg. Alltid letar man efter en sak – älskaren, den perfekte, den evige älskaren... Det är Harlekins musik man hör. Ingen älskare tillfredsställer någonsin en, för alla älskare är dödliga. Och Harlekin är bara en myt, en osynlig närvaro... om inte------" ... »Såvida icke — hans namn är — Döden!»
Oranoff räknar med att träffa Anna samma kväll. Satterthwaite ser Anna och en figur utklädd till Harlekin i "Kärleksstigen"; Harlekinen är Mr Quin men på något sätt med ett ansikte som Denham hade haft tio år tidigare, när han fortfarande var äventyrlig. Annas hembiträde såg henne gå förbi, men såg henne gå ensam, vilket gör Satterthwaite mycket förvirrad. Han är rädd för Anna, så han och Oranoff rusar ner till stupet där de ser Annas döda kropp. Quin dyker upp och Satterthwaite frågar varför hembiträdet inte kunde se Mr Quin som han kunde. Quin svarar att Satterthwaite aldrig har gått nerför "Kärleksstigen" själv, han kan se saker som andra människor inte kan. Quin frågar Satterthwaite om han ångrar det faktum att han aldrig har gått ner för "Kärleksstigen" och Satterthwaite känner sig plötsligt rädd för Quin och svarar till slut att han inte ångrar det. Quin avlägsnar sig sedan tyst.

## Litterär betydelse och mottagande
Recensionen i Times Literary Supplement den 29 maj 1930 underlät att kommentera bokens förtjänster, utan nöjde sig med att sammanfatta förhållandet mellan Quin och Satterthwaite och drog slutsatsen att den senare får hjälp "att lösa gamla mysterier, ibland att återställa lyckan hos de olyckliga, och ibland att se, om inte avvärja, en annalkande tragedi".
New York Times Book Review den 4 maj 1930 började med att säga: "Att kalla berättelserna i denna samling för detektivhistorier skulle vara vilseledande. För även om de alla sysslar med mystik och några av dem med brott, är de ändå mer som sagor." Den anonyme recensenten beskrev Satterthwaite och Quin och deras förhållande till berättelserna och varandra, och avslutade sedan: "Boken erbjuder en sällsynt njutning för den kräsna läsaren."
I Daily Express (25 april 1930) sa Harold Nicolson: "Mr. Quinn och Mr. Satterthwaite är för mig nya karaktärer, och jag skulle vilja ha mycket mer av dem. Mrs Christie skriver alltid intelligent, och jag tyckte lika mycket om de här berättelserna som om hon hade skrivit."
Robert Barnard skrev: "En udda samling, med det nyckfulla och övernaturliga inslaget starkt, men inte alltid otrevligt. Det finns några särskilt fruktansvärda historier (Fågeln med bruten vinge, Rösten i mörkret) men det ovanliga antalet lärda eller kulturella referenser vittnar om Christies egen åsikt om dessa historier – de var mer "uppåtriktade" än vanligt."